# Guinness Rekordok Könyve
A Guinness Rekordok Könyve a világ legnagyobb rekordgyűjteménye, amely olyan nemzetközileg elismert és hitelesített rekordokat jelentet meg, amelyek az emberi teljesítőképesség vagy a természet szélsőségeiként jönnek létre. A könyv maga is tart egy rekordot, mégpedig a valaha legtöbbet eladott, szerzői jog által védett sorozat rekordját.

## Története
1951-ben Sir Hugh Beaver, a Guinness Sörfőzde akkori igazgatója fejéből pattant ki az ötlet, amikor éppen kedvenc sportjának, a vadászatnak hódolt társaival, akik azon kezdtek el vitatkozni, hogy a nyírfajd vagy az aranylile a leggyorsabban repülő madár.
1955 augusztusában az ötletből valóság lett, s kiadták az első Guinness Rekordok Könyvét, amely karácsonyra a bestsellerlisták élére került.

## Fejlődése
A kezdeti kiadások elsősorban az ember által felállított rekordokra fókuszáltak. Elsősorban olyan versenyek eredményeit publikálták, mint a súlyemelés vagy a tojásdobálás. A könyv összeállítói igyekeznek csak hitelesített rekordokról beszámolni. 1955 óta minden évben (kivéve 1957 és 1959) megjelenik az új kiadás frissített adatokkal. Sorra jelentek meg más országokban is: 1956-ban New Yorkban, 1962-ben franciául, 1963-ban németül, 1989-től már magyarul is, ekkorra már 35 nyelven 262 kötet látott napvilágot. 1974-re már a Guinness Rekordok Könyve is bekerült a rekordok közé 26,9 milliós példányszámmal.

## Képgaléria

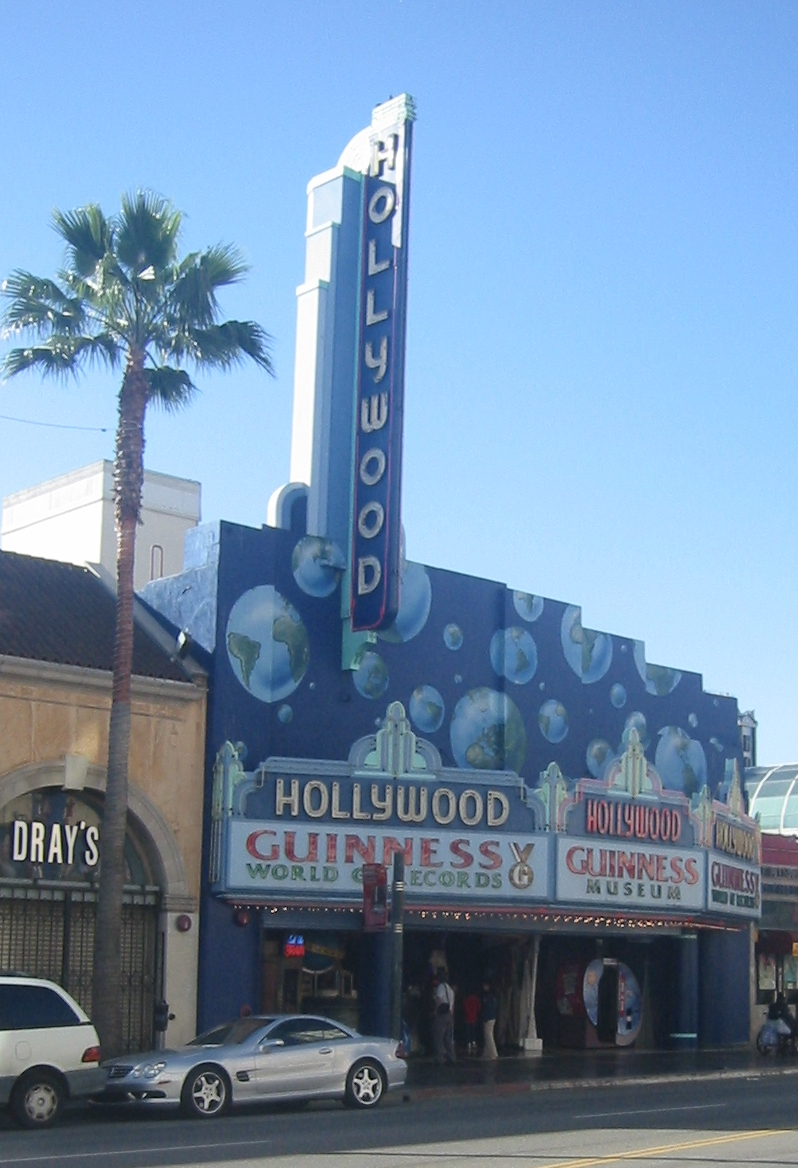
Hollywoodi Guinness Világrekord Múzeum
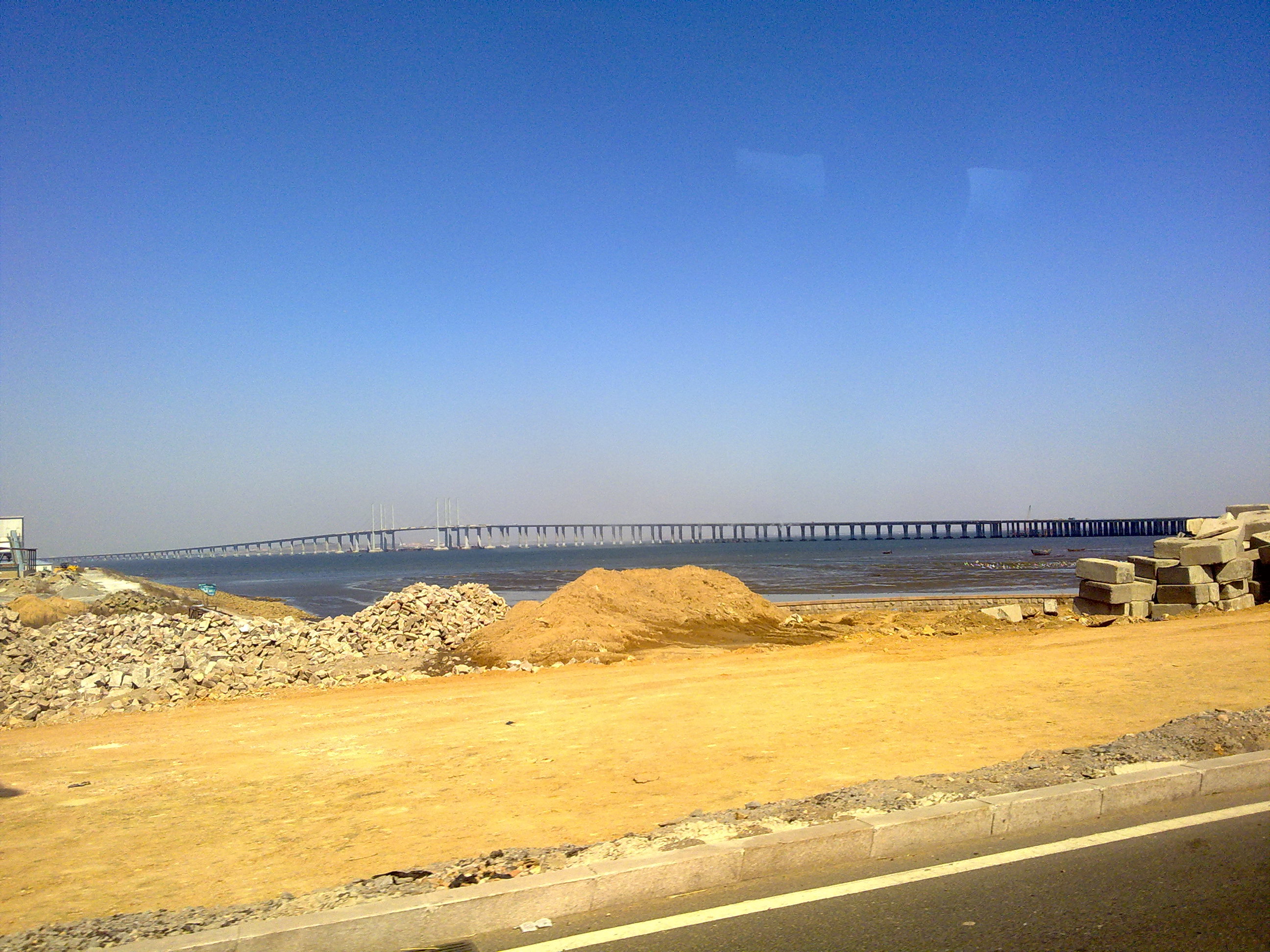
Guinness-rekorder a 42,5 kilométer hosszú, nyolcsávos, 35 méter széles, ötezer pilléren álló Qingdao Haiwan-híd, ami két kelet-kínai szigetet köt össze. Jelenleg a világon a leghosszabb híd